# (212723) Klitschko
(212723) Klitschko est un astéroïde de la ceinture principale.

## Description
(212723) Klitschko est un astéroïde de la ceinture principale. Il fut découvert le 14 septembre 2007 à Androuchivka par l'observatoire astronomique d'Androuchivka. Il présente une orbite caractérisée par un demi-grand axe de 2,42 UA, une excentricité de 0,15 et une inclinaison de 3,1° par rapport à l'écliptique.

## Compléments